# Koto Baru (Sungai Pagu)
Koto Baru is een bestuurslaag in het regentschap Solok Selatan van de provincie West-Sumatra, Indonesië. Koto Baru telt 3937 inwoners (volkstelling 2010).